# Maison Baruch
Pour les articles homonymes, voir Baruch.
La Maison Baruch (en hongrois : Baruch-ház) est un édifice situé dans le 6e arrondissement de Budapest.